# Grote Prijs Stad Zottegem 1979
Il Grote Prijs Stad Zottegem 1979, quarantaquattresima edizione della corsa, si svolse il 21 agosto 1979 su un percorso con partenza e arrivo a Zottegem. Fu vinto dal belga Pol Verschuere della Flandria-Ca va Seul-Sunair davanti ai suoi connazionali Eric Van de Wiele e Herman Van Springel.

## Ordine d'arrivo (Top 10)
| Pos. | Corridore           | Squadra                    | Tempo    |
| ---- | ------------------- | -------------------------- | -------- |
| 1    | Pol Verschuere      | Flandria-Ca va Seul-Sunair | 4h07'26" |
| 2    | Eric Van de Wiele   | Ijsboerke-Warncke Eis      |          |
| 3    | Herman Van Springel | Marc Zeep Savon-Superia    |          |
| 4    | Fons De Wolf        | Lano-Boule d'Or            |          |
| 5    | Guido Van Sweevelt  | Ijsboerke-Warncke Eis      |          |
| 6    | Walter Godefroot    | Ijsboerke-Warncke Eis      |          |
| 7    | Jos Van De Poel     | Ijsboerke-Warncke Eis      |          |
| 8    | Jan Verfaillie      | Flandria-Ca va Seul-Sunair |          |
| 9    | Dirk Wayenberg      | Safir-St.Louis-Ludo        |          |
| 10   | Ferdi Van den Haute | Marc Zeep Savon-Superia    |          |